# Hailstone hadművelet
A Hailstone hadműveletet (Operation Hailstone, magyarul Jégesőszem hadművelet) az amerikai haditengerészet hajtotta végre a második világháborúban a csendes-óceáni hadszíntéren 1944. február 17-18-án a japánok megerősített bázisa, Truk ellen.
Az amerikaiak hatalmas flottával, több mint hatvan hajóval, köztük kilenc repülőgép-hordozóval, azok fedélzetén 500 vadász- és bombázógéppel érkeztek a szigethez. A Marc A. Mitscher tengernagy által irányított flotta repülőgépei több hullámban támadták a szigetet, ahol hatalmas pusztítást végeztek: megsemmisítettek több mint 270 repülőt, elsüllyesztettek három könnyűcirkálót, négy rombolót, nyolc kisebb hadihajót, 32 kereskedelmi hajót. Az amerikaiak 25 repülőt és negyven embert vesztettek.
- Amerikai híradó a támadásról

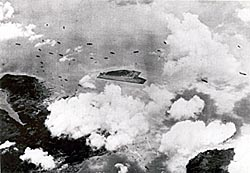
Truk lagúnája
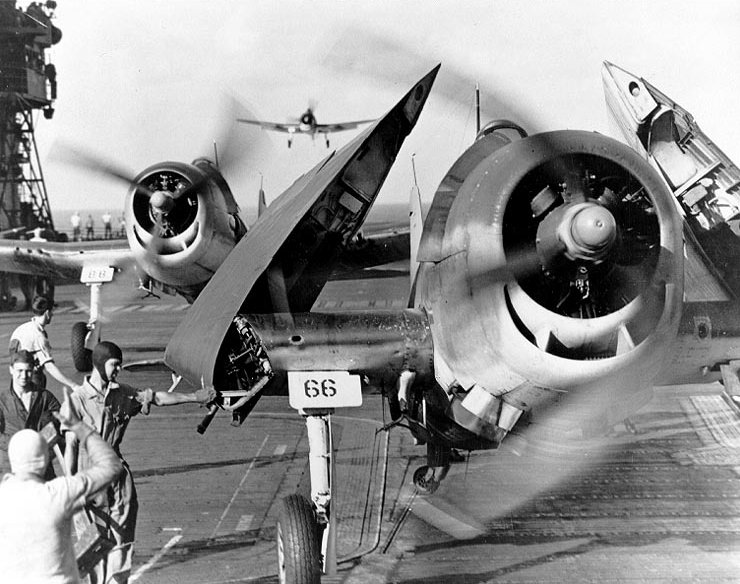
Hellcatek az Enterprise fedélzetén
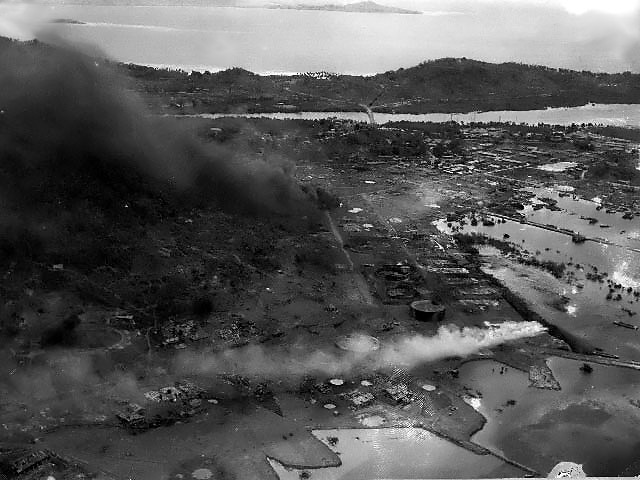
Lángoló infrastruktúra